# Дункан, Дональд (бизнесмен)
Дональд Ф. Дункан-старший (англ. Donald F. Duncan Sr.; 6 июня 1892, Канзас-Сити — 15 мая 1971, Палм-Спрингс, США) американский предприниматель, изобретатель, основатель компании по производству игрушек Duncan Toys.

## Биография
Дональд Дункан родился 6 июня 1892 в Канзас-Сити (штат Миссури). Основал компанию по производству мороженого Good Humor, которая работает по сей день. Погиб в автокатастрофе 15 мая 1971 в Палм-Спрингс штат Калифорния. Увековечение памяти Д. Дункана, 6 июня стал национальным днём Йо-йо, поскольку именно он способствовал развитию этой игрушки.